# Niedzwetzki-Apfel
Der Niedzwetzki-Apfel (Malus niedzwetzkyana) ist bei einigen Autoren eine eigenständige Art aus der Gattung der Äpfel (Malus) innerhalb der Familie der Rosengewächse (Rosaceae). Bei den meisten Autoren ist er aber ein Synonym für die Art Malus pumila Miller oder eine Varietät Malus pumila var. niedzwetzkyana (Dieck) C.K.Schneid. Sie kommt in Afghanistan, China, Kasachstan, Kirgisistan und Usbekistan vor. Malus niedzwetzkyana ist die wilde Stammform, die Iwan Wladimirowitsch Mitschurin 1915 benutzte, um daraus attraktive Sorten wie 'Belfler Krasny' ('Belfler Rot') oder 'Krasny Standard' (Roter Standard) zu züchten, die durch rote Blätter, rote Blüten und rote Früchte charakterisiert sind.

## Beschreibung
Der Niedzwetzki-Apfel ist ein mesophytischer Baum, der eine Wuchshöhe von 5 bis 8 Meter erreicht. Seine Krone ist kugelförmig. Die Rinde junger Zweige ist dunkelviolett. Die Rinde älterer Zweige und die Borke ist rötlichbraun ohne Dornen. Die dunkelgrünen oder manchmal violettroten ledrigen Laubblätter haben eine eiförmige oder elliptische Form. Der Blattrand ist gezahnt oder gekerbt.
Die Blütezeit reicht von April bis Mai. Die dünnen Blütenstiele sind mit weißen, filzigen Härchen bedeckt. Die fünfzähligen, zwittrigen Blüten weisen einen Durchmesser von 4 Zentimetern auf. Die fünf freien Kronblätter sind intensiv rosafarben oder violett. Die kleinen bis mittelgroßen Früchte sind dunkelrot und im Geschmack sehr säuerlich. Das Fruchtfleisch ist dunkelrot.

## Status
Der Niedzwetzki-Apfel ist in seinem gesamten Verbreitungsgebiet gefährdet und sehr selten geworden. Obwohl das Verbreitungsgebiet sehr groß ist, sind die Lebensräume stark fragmentiert und es existieren stellenweise nur einzelne Bäume in disjunkten Arealen. Als Hauptgefährdung gelten Viehweiden und der Ackerbau.

## Taxonomie
Der Niedzwetzki-Apfel wurde 1891 von Georg Dieck in Neuheiten-Offerte des National-Arboretums zu Zöschen 1891 Seite 16 als Malus niedzwetzkyana erstbeschrieben. Das Epitheton ehrt den russischen Juristen und Botaniker Vladislav E. Niedzwiecki (1855-1918).